# 김윤규

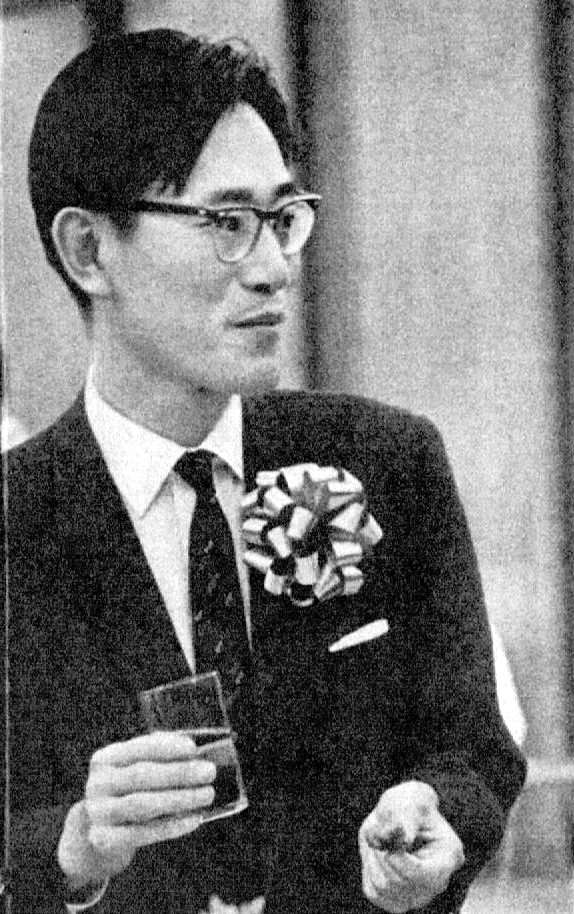

김윤규(金胤奎, 필명 : 다치하라 마사아키(일본어: 立原正秋), 1926년 1월 6일 ~ 1980년 8월 12일)는 일본의 소설가이다.

## 생애
경상북도 안동군에서 태어났다. 와세다 대학교 국문과를 중퇴했다(입학시에는 법률학과). 아버지가 병으로 세상을 떠난 뒤, 어머니와 함께 일본으로 건너가서 거기서 거주했으며, 1947년에는 일본으로 귀화하며 아내의 성을 따 요네모토 마사아키(米本正秋)로 이름을 고쳤다. 1980년 6월 필명인 다치하라 마사아키로 개명했다. 두 달 뒤인 8월에 식도암으로 사망했다.
니와 후미오 주최의 "문학자"로 참가해서 소설을 쓰기 시작했다. "薪能" "剣ヶ崎"가 아쿠타가와 상, "옻나무 꽃"(漆の花)이 나오키 상 후보로 뽑혔고 스스로를 "순수 문학과 대중 문학의 쌍칼쓰기"(純文学と大衆文学の両刀使い)라고 말하면서 유명한 작가가 되었다. 1966년, "白い罌粟"으로 제55회 나오키상을 수상했다.

## 같이 보기
- 이회성 (소설가)
- 일본 문학